# Il giorno dopo/Vivere un po' morire un po'
Il giorno dopo / Vivere un po' morire un po'  è il terzo singolo discografico di Carla Bissi pubblicato in Italia nel 1973.

## Descrizione
La copertina presenta una foto della cantante. A seguito dello scarso successo riscontrato, Carla Bissi si ritira dalle scene dedicandosi al lavoro in uno studio di design.

## Tracce
1. Il giorno dopo – 3:18 (testo: Vito Pallavicini – musica: Al Kasha, Joel Hirschhorn)
2. Vivere un po' morire un po' – 2:25 (testo: Giorgio Calabrese – musica: Carole King, Toni Stern)

## Brani
Il brano Il giorno dopo è una cover con testo in italiano del brano The Morning After mentre Vivere Un Po' Morire Un Po' è una cover di My My She Cries.